# Distretto di Su-ngai Padi
Il distretto di Su-ngai Padi (in thailandese: สุไหงปาดี) è un distretto (amphoe) della Thailandia, situato nella provincia di Narathiwat.